# Peter Turkson
Peter Kodwo Appiah Turkson (Wassaw Nsuta, 11 ottobre 1948) è un cardinale e arcivescovo cattolico ghanese, dal 4 aprile 2022 al 21 aprile 2025 cancelliere della Pontificia accademia delle scienze e della Pontificia accademia delle scienze sociali.

## Biografia
Nasce a Wassaw Nsuta, allora nell'arcidiocesi di Cape Coast, l'11 ottobre 1948.
Il 20 luglio 1975 è ordinato presbitero, nella cattedrale di San Francesco di Sales a Cape Coast, dall'arcivescovo John Kodwo Amissah.

### Ministero episcopale e cardinalato

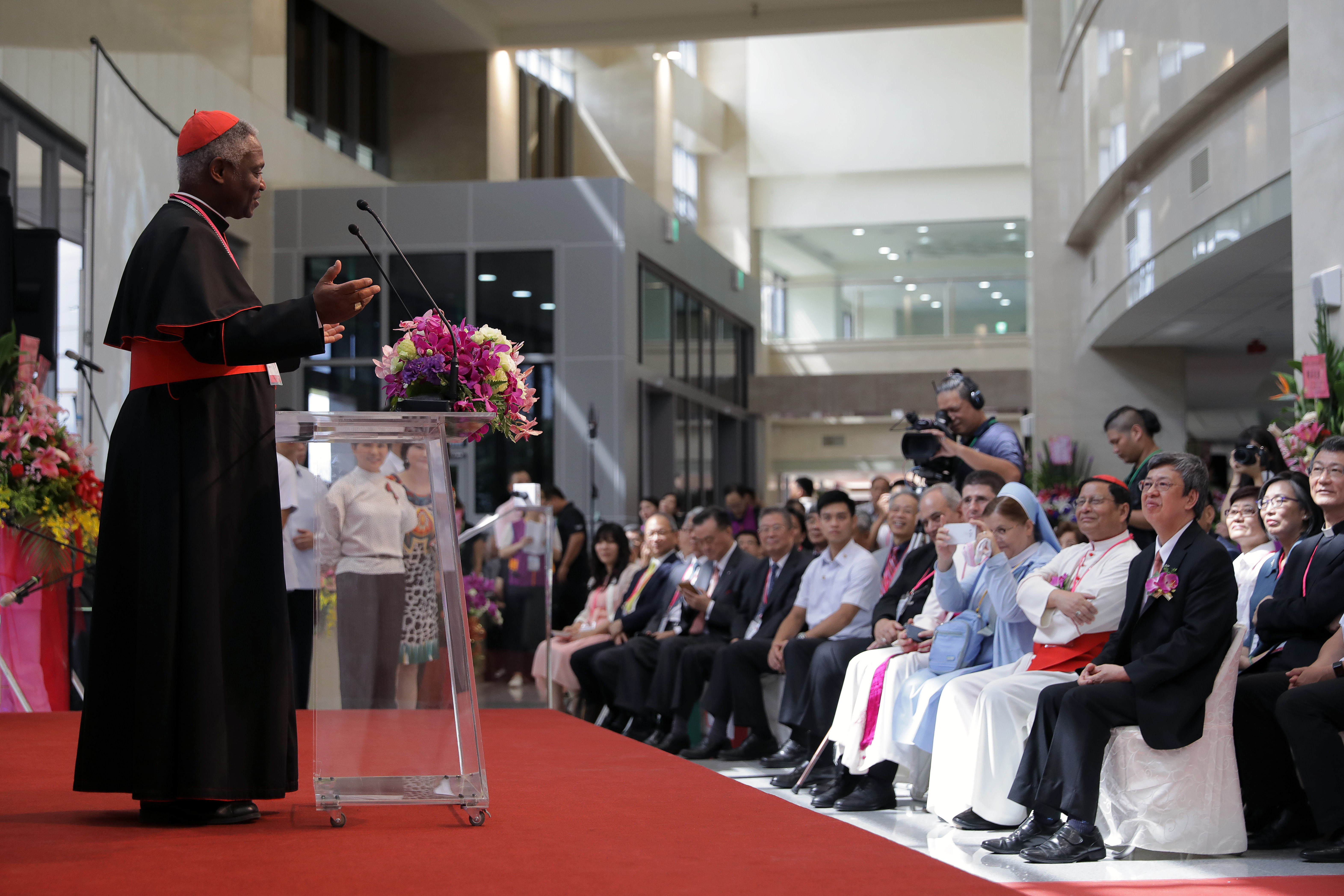
Il cardinale Turkson alla cerimonia di apertura dell'Ospedale universitario cattolico Fu Jen, nel 2017

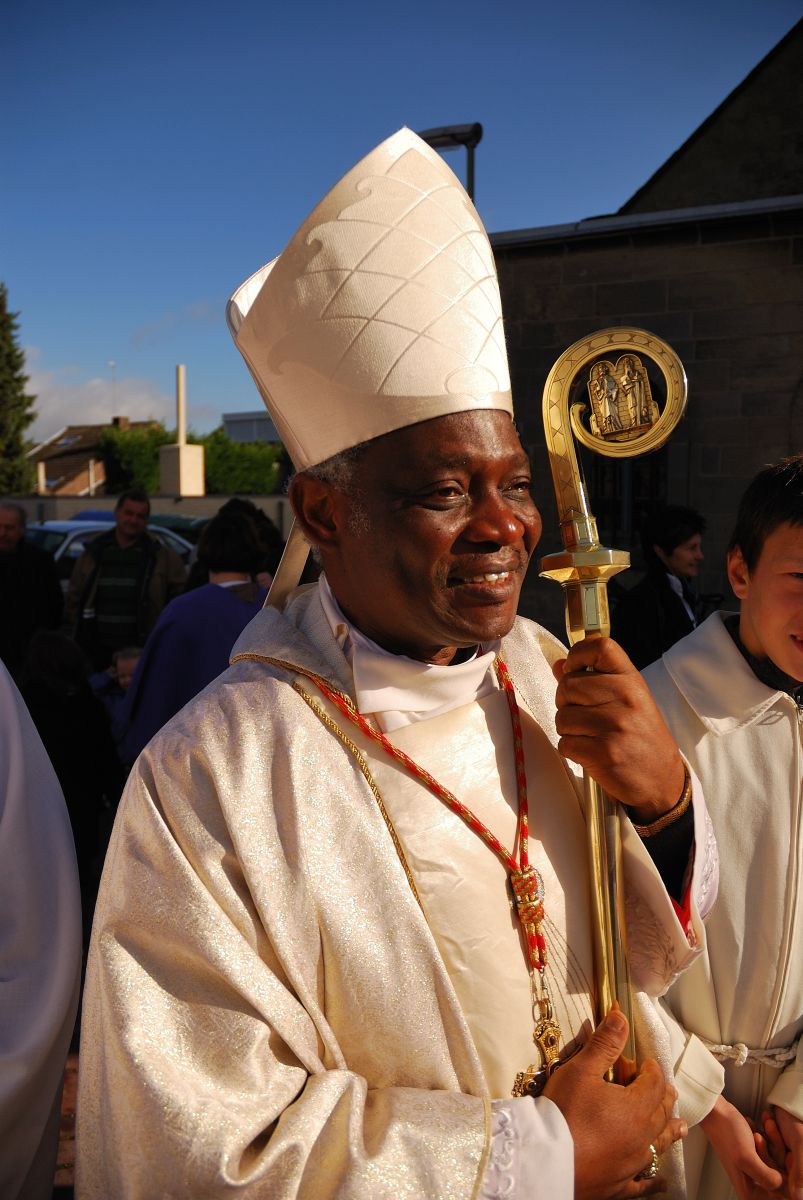
Peter Kodwo Appiah Turkson nel 2010

Il 6 ottobre 1992 papa Giovanni Paolo II lo nomina arcivescovo metropolita di Cape Coast e contestualmente assume il titolo onorifico di primate del Ghana; succede a John Kodwo Amissah, deceduto il 22 settembre 1991. Il 27 marzo 1993 riceve l'ordinazione episcopale, nella cattedrale di San Francesco di Sales a Cape Coast, dall'arcivescovo Dominic Kodwo Andoh, co-consacranti l'arcivescovo Peter Poreku Dery e il vescovo Peter Kwasi Sarpong. Durante la stessa celebrazione prende possesso dell'arcidiocesi.
Dal 1997 al 2005 è presidente della Conferenza dei vescovi del Ghana.
Nel concistoro del 21 ottobre 2003 papa Giovanni Paolo II lo innalza alla dignità cardinalizia, creandolo cardinale presbitero di San Liborio; il 18 aprile 2004 prende possesso del titolo.
Il 18 e il 19 aprile 2005 partecipa come cardinale elettore al conclave che porta all'elezione di papa Benedetto XVI.
Il 24 ottobre 2009 papa Benedetto XVI lo nomina presidente del Pontificio consiglio della giustizia e della pace; succede al cardinale Renato Raffaele Martino, dimessosi per raggiunti limiti di età.
Dal 12 al 13 marzo 2013 partecipa al conclave che elegge papa Francesco.
Nel 2015 collabora alla stesura della seconda enciclica di papa Francesco, Laudato si'.
Il 31 agosto 2016 papa Francesco lo nomina primo prefetto del Dicastero per il servizio dello sviluppo umano integrale.
Il 23 dicembre 2021 papa Francesco accetta la sua rinuncia all'incarico di prefetto del Dicastero per il servizio dello sviluppo umano integrale in seguito alla scadenza del suo mandato quinquennale; le dimissioni diventano effettive il 1º gennaio 2022.
Il 4 aprile 2022 lo stesso papa lo nomina cancelliere della Pontificia accademia delle scienze e della Pontificia accademia delle scienze sociali; prende possesso del suo incarico il 6 giugno successivo e vi decade il 21 aprile 2025 a motivo della morte di papa Francesco.
Il 7 e 8 maggio 2025 ha partecipato come cardinale elettore al conclave che ha portato all'elezione di papa Leone XIV.

## Posizioni

### HIV/AIDS e uso dei preservativi
Nel 2009 ha ribadito l'insegnamento della morale cattolica in tema di contraccezione, in riferimento alle dichiarazioni di papa Benedetto XVI secondo cui i preservativi non rappresentavano una soluzione alla crisi dell'AIDS in Africa, estrapolate dal loro contesto da parte dei media. Turkson ha affermato che la qualità dei preservativi in Africa è scadente e che il loro uso genererebbe una falsa sicurezza. Ha affermato che la fedeltà e, in caso di infezione, l'astinenza sessuale sono la chiave per combattere l'epidemia. Ha anche dichiarato che il denaro speso per i preservativi dovrebbe invece essere destinato alla fornitura di farmaci antiretrovirali a coloro che ne sono già infetti. Ha affermato che in determinate circostanze è possibile ricorrere alla pianificazione famigliare naturale.

### Omosessualità
Nel 2012, in risposta a un discorso del Segretario Generale delle Nazioni Unite Ban Ki-moon, che esortava i leader della Chiesa a fare di più per i diritti umani e in particolare per i diritti LGBT in Africa, Turkson ha riconosciuto che alcune delle sanzioni imposte agli omosessuali in Africa erano "esagerate", ma ha sottolineato che la stigmatizzazione dell'omosessualità in Africa è tradizionale e "così come c'è un senso di richiesta di diritti, c'è anche una richiesta di rispetto della cultura, di tutti i tipi di persone". Turkson ha invitato il Segretario Generale a riconoscere la "sottile distinzione tra moralità e diritti umani" e a non mancare di rispetto alla dottrina morale in nome della protezione di questi ultimi.
Turkson ha sostenuto le leggi contro la sodomia, in particolare la legislazione ugandese in materia, sebbene abbia anche condannato la legislazione che criminalizza l'identità omosessuale.

### Abusi sessuali da parte di chierici
Nel febbraio 2013, Turkson ha dichiarato in un'intervista che, a suo avviso, gli abusi sessuali su minori da parte di sacerdoti cattolici, se riscontrati in Africa, non sarebbero probabilmente nella stessa proporzione che in Europa. Ha affermato che «i sistemi tradizionali africani [...] hanno protetto la popolazione da questa tendenza» e che «in diverse culture africane l'omosessualità o, per quel che conta, qualsiasi relazione tra due persone dello stesso sesso non sono tollerate».

### Riforma del sistema finanziario internazionale
A seguito della crisi finanziaria globale del 2008, Turkson, insieme al vescovo Mario Toso, ha elaborato una proposta per riformare il sistema finanziario internazionale attraverso la creazione di un'Autorità Pubblica Globale e di una Banca Globale che tengano conto degli interessi di tutti i Paesi in via di sviluppo. Il documento di 40 pagine è stato presentato ufficialmente nell'ottobre 2011 e critica l'attuale struttura del Fondo Monetario Internazionale e di altre istituzioni.

### Società
In un'intervista rilasciata nel 2010 per L'Osservatore Romano, Turkson ha affermato che i "valori tossici" come il "relativismo" e il "secolarismo ateo" dovrebbero essere evitati. Ha anche affermato che la cattiva leadership politica e lo sfruttamento delle differenze tra molti africani hanno portato a una mancanza di pace e giustizia in tale continente.
Nell'agosto 2015, Turkson ha parlato a una conferenza pro-vita della Conferenza episcopale cattolica del Ghana nella Cattedrale dello Spirito Santo in Accra. Nel 2017 ha affermato che l'attivismo pro-vita e il messaggio sul cambiamento climatico «non sono separabili».

## Genealogia episcopale e successione apostolica
La genealogia episcopale è:
- Cardinale Scipione Rebiba
- Cardinale Giulio Antonio Santori
- Cardinale Girolamo Bernerio, O.P.
- Arcivescovo Galeazzo Sanvitale
- Cardinale Ludovico Ludovisi
- Cardinale Luigi Caetani
- Cardinale Ulderico Carpegna
- Cardinale Paluzzo Paluzzi Altieri degli Albertoni
- Cardinale Gaspare Carpegna
- Cardinale Fabrizio Paolucci
- Cardinale Francesco Barberini
- Cardinale Annibale Albani
- Cardinale Federico Marcello Lante Montefeltro della Rovere
- Vescovo Charles Walmesley, O.S.B.
- Vescovo William Gibson
- Vescovo John Douglass
- Vescovo William Poynter
- Vescovo Thomas Penswick
- Vescovo John Briggs
- Arcivescovo William Bernard Ullathorne, O.S.B.
- Cardinale Henry Edward Manning
- Cardinale Herbert Vaughan
- Cardinale Francis Alphonsus Bourne
- Arcivescovo Richard Downey
- Arcivescovo William Thomas Porter, S.M.A.
- Arcivescovo John Kodwo Amissah
- Arcivescovo Dominic Kodwo Andoh
- Cardinale Peter Kodwo Appiah Turkson

La successione apostolica è:
- Vescovo John Martin Darko (1998)
- Vescovo Joseph Francis Kweku Essien (2000)
- Arcivescovo Nicodème Anani Barrigah-Benissan (2008)
- Vescovo Dominic Nyarko Yeboah (2008)
- Arcivescovo John Bonaventure Kwofie, C.S.Sp. (2014)
- Vescovo Emmanuel Kofi Fianu, S.V.D. (2015)
- Cardinale Richard Kuuia Baawobr, M.Afr. (2016)
- Vescovo Matthew Yitiereh (2022)